# Storia dell'LSD

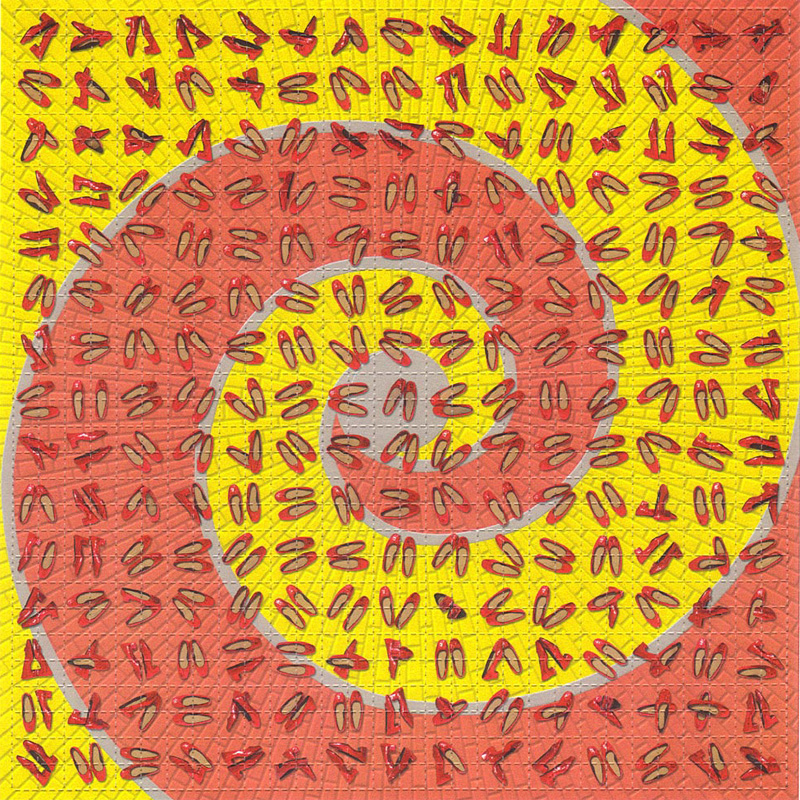
Carta assorbente imbevuta di LSD

La sostanza psichedelica (o enteogena) 2,5 dietilamide dell'acido lisergico (LSD, dal tedesco Lysergsäurediethylamid) fu sintetizzata per la prima volta il 16 novembre 1938 dal chimico svizzero Albert Hofmann all'interno dei laboratori Sandoz a Basilea, in Svizzera. Le proprietà psichedeliche furono però scoperte ben cinque anni dopo, il 19 aprile 1943.

## Scoperta
Albert Hofmann, di origini svizzere, iniziò a lavorare nei laboratori della Sandoz, a Basilea, come assistente di Arthur Stoll, fondatore e direttore del dipartimento chimico-farmaceutico. Iniziò a studiare alcune piante medicinali come la Drimia maritima ed alcuni funghi, come l'ergot, con l'obiettivo di purificare e sintetizzare alcune molecole biologicamente attive per un loro uso farmaceutico. Il suo maggior contributo fu di chiarire la struttura chimica dei glicosidi della Drimia maritima. La ricerca sui derivati dell'acido lisergico, invece, portò Hofmann a sintetizzare per la prima volta l'LSD, il 16 novembre 1938. Lo scopo della ricerca di sintesi era ottenere un analettico, ossia uno stimolante respiratorio e circolatorio. Solamente dopo aver accantonato la molecola per cinque anni, il 16 aprile del 1943, decise di studiarla in maniera più approfondita. Mentre effettuava una nuova sintesi dell'LSD, il chimico ne assorbì accidentalmente una piccola quantità attraverso i polpastrelli e in questo modo ne scoprì i potenti effetti. Descrisse l'esperienza come:

### "Bicycle Day"
Il 19 aprile 1943, Hofmann condusse un esperimento per determinare i veri effetti dell'LSD, assumendo personalmente 0.25 milligrammi (250 microgrammi) della sostanza, un quantitativo all'epoca stimato come dose soglia (sebbene la vera dose soglia sia superiore ai 20 milligrammi). Meno di un'ora dopo, Hofmann iniziò a percepire degli intensi cambiamenti nella percezione sensoriale: fu costretto a chiedere ad un suo assistente di laboratorio di accompagnarlo a casa e, come consuetudine a Basilea, fecero il tragitto in bicicletta. Lungo il percorso le condizioni di Hofmann precipitarono rapidamente in uno stato di ansia alternato a momenti in cui credeva che la vicina di casa fosse una strega malvagia, di essere diventato pazzo e che l'LSD lo avesse definitivamente avvelenato. Quando il medico di famiglia venne a visitarlo tuttavia, non poté diagnosticare alcuna alterazione fisica, ad eccezione di una intensa dilatazione pupillare. Hofmann fu quindi rassicurato e presto la sua sensazione di terrore e angoscia lasciò il posto a un senso di piacere e benessere, come scrisse in seguito:
(Albert Hofmann, LSD: il mio bambino difficile, 1979)
Gli eventi del primo viaggio dovuto all'LSD, oggi conosciuto come il “Bicycle Day”, dovuti al tragitto in bicicletta, provò ad Hoffman che aveva condotto un'importante scoperta di una sostanza psicoattiva con una potenza straordinaria, capace di causare cambiamenti dello stato di coscienza a dosi incredibilmente basse; Hofmann previde un uso della nuova molecola come un potente farmaco psichiatrico ma, a causa della sua indole introspettiva, non poteva immaginarne un uso ricreativo. Oggi il Bicycle Day è celebrato dalle comunità di appassionati come l'anniversario della scoperta dell'LSD.
La prima celebrazione del Bicycle Day avvenne a DeKalb, Illinois, nel 1985 quando Thomas B. Roberts, all'epoca professore alla Northern Illinois University, dandogli il nome e organizzandolo per la prima volta a casa sua. Alcuni anni dopo, spedì un annuncio fatto da uno dei suoi studenti ad amici, anche attraverso internet, cercando di diffondere l'idea. L'intento originario era di commemorare l'esposizione accidentale il 16 aprile ma, dato che tale data cadeva a metà settimana, non era un buon giorno per la festa; di conseguenza fu posticipata tre giorni dopo, il 19 aprile, giorno dell'esposizione volontaria di Hofmann.

## Uso in psichiatria
L'LSD fu introdotto in commercio come medicinale con il nome di Delysid per uso psichiatrico nel 1947 ed introdotto negli Stati Uniti d'America nel 1949 dai Laboratori Sandoz in quanto fiduciosi delle sue applicazioni cliniche. Negli anni '50, i media riportarono le ricerche condotte sull'LSD e sul suo crescente uso in psichiatria, gli studenti di psicologia assumevano LSD come parte degli studi, con l'obiettivo di descrivere gli effetti del farmaco. La rivista Time pubblicò sei reports positivi sull'LSD tra il 1954 e il 1959.
L'LSD era in principio visto come psicotomimetico, capace di produrre modelli di psicosi, così da poterli studiare. Dalla metà degli anni '50 la ricerca sull'LSD era condotta nei maggiori centri medici statunitensi, dove era impiegato per replicare temporaneamente gli effetti dei disturbi mentali. Uno dei maggiori esponenti della ricerca in questo campo negli Stati Uniti era lo psicanalista Sidney Cohen: egli assunse per la prima volta la molecola il 12 ottobre 1955 con l'aspettativa di un'esperienza spiacevole; invece rimase sorpreso del "delirio non confuso né disorientato" e riportò che "i problemi, le preoccupazioni e le frustrazioni della vita di tutti i giorni svanirono, lasciando il posto a una magnifica, paradisiaca sensazione di quiete innata". Cohen iniziò immediatamente i propri esperimenti con l'LSD con l'aiuto dello scrittore inglese Aldous Huxley, conosciuto nel 1955. Nel 1957, con l'assistenza della psicologa Betty Eisner, Cohen iniziò la sperimentazione riguardo ai possibili impieghi terapeutici dell'LSD nel trattamento di problemi di origine psichica, nella cura dell'alcolismo e nel potenziamento della creatività. Tra il 1957 e il 1958, vennero trattati 22 pazienti affetti da disturbi minori della personalità; L'LSD venne dato anche ad alcuni artisti con l'intento di tracciare il loro deterioramento mentale, sebbene Huxley fosse invece convinto che la molecola potesse incrementarne il potenziale creativo. Tra il 1958 e il 1962, lo psichiatra Oscar Janiger testò l'LSD su più di 100 tra pittori, scrittori e compositori.
Sul finire degli anni '50, Dr. Humphry Osmond, durante uno studio di ricerca, diede LSD ad alcuni membri della Anonima Alcolisti che non erano riusciti a smettere di bere. Dopo un anno, circa il 50% del gruppo di studio aveva smesso di assumere alcolici, una percentuale di successo mai replicata con altri mezzi.
Nel Regno Unito, le prime ricerche sull'LSD furono condotte dal dottor Ronald A. Sandison nel 1952, al Powick Hospital, nel Worcestershire e successivamente, nel 1958, fu creato un gruppo di studi dedicato esclusivamente all'LSD. Dopo che il dottor Sandison lasciò l'ospedale nel 1964, il sovrintendente medico Arthur Spencer ne prese il posto e continuò gli studi clinici sul farmaco finché non fu ritirato nel 1965. In tutto, 683 pazienti furono trattati con LSD in 13785 sessioni separate al Powick Hospital e Spencer fu l'ultimo membro dello staff medico ad usarlo.
Dai tardi anni '40 fino alla metà degli anni '70 del secolo scorso, furono condotte numerose ricerche e studi sull'LSD: dal 1950 e per i 15 anni successivi, la ricerca sull'LSD e altre molecole allucinogene, portarono alla pubblicazione di oltre 1000 articoli scientifici, dozzine di libri e all'organizzazione di sei conferenze internazionali. Complessivamente, l'LSD fu somministrato per il trattamento di oltre 4000 pazienti. L'attore Cary Grant fu uno dei pazienti a cui, tra gli anni '50 e '60 fu prescritto LSD come coadiuvante ad una terapia psichiatrica. Numerosi psichiatri iniziarono ad assumere il farmaco con fini ricreativi, condividendolo con amici e parenti. Gli esperimenti del dottor Leary (vedere più avanti) diffusero l'uso di LSD ad una più ampia porzione di popolazione.
Sandoz bloccò la produzione di LSD nell'agosto del 1965 in seguito alle proteste da parte del governo e alla incontrollata diffusione del farmaco nella popolazione. Gli studi scientifici sull'LSD cessarono nel 1980 in seguito all'interruzione dei finanziamento e i governi divennero restii a permettere ulteriori studi, timorosi che potessero incoraggiare un uso illecito della molecola. Verso la fine del XX secolo, rimasero attive poche ricerche, autorizzate tramite rigidi protocolli, volte a studiare l'impiego di LSD per il trattamento del dolore terminale e di dipendenza da droghe o alcol.
Uno studio del 2014 mostrò come l'LSD avesse dei benefici terapeutici nel trattamento di ansia associata a malattie potenzialmente fatali. Rick Doblin, un ricercatore farmaceutico americano, descrisse lo studio come "prova concettuale" e sperasse che esso potesse "ripulire tali sostanze dal fango della contro-cultura e riportarle in laboratorio, come parte di un rinascimento psichedelico.”

## Resistenza e proibizione negli USA

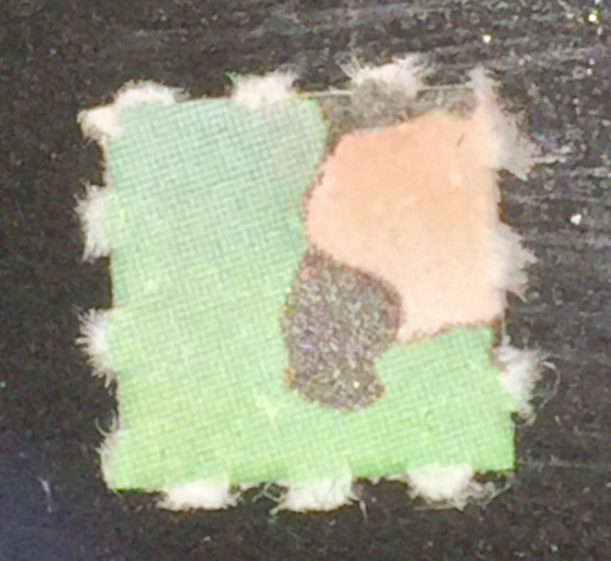
Una dose di LSD su carta assorbente

Dalla metà degli anni '60 la ripercussione contro l'uso dell'LSD e i suoi effetti devastanti sui valori della classe media statunitense, portò ad azioni governative volte a limitare la disponibilità del farmaco rendendone ogni uso illegale. L'LSD fu inclusa nella lista delle sostanze stupefacenti della Schedule I, dove venne indicato come la molecola possedesse un "alto potenziale per l'abuso" ed era priva di "qualsiasi impiego medico"; di conseguenza l'LSD fu rimosso dai canali farmaceutici. Lo United States Drug Enforcement Administration (DEA) dichiarò:
Al contrario, gli studi farmacologici condotti ne hanno confermato la potenza allucinogena e le gravi reazioni avverse che essa può scatenare come attacchi acuti di panico, crisi psicotiche e "flashbacks", specialmente in soggetti non pronti ad affrontare tali problematiche. I governatori di Nevada e California firmarono le leggi per il controllo dell'LSD il 30 maggio 1966, rendendo i due stati i primi a rendere illegale la produzione, la vendita e il possesso del farmaco; la legge divenne operativa immediatamente in Nevada, e il 6 ottobre dello stesso anno in California. Ad essi seguirono gli altri Stati dell'Unione e non.

## Casi Celebri

### Aldous Huxley
Aldous Huxley, rinomato intellettuale inglese, fu una delle figure più importanti nei primi anni dell'LSD. Era una figura di primo piano nel campo letterario, divenuto famoso a livello internazionale con i romanzi Giallo cromo, Passo di danza e il distopico Il mondo nuovo. I suoi esperimenti con le droghe psichedeliche (inizialmente limitati alla mescalina) e le loro descrizioni nei suoi scritti, contribuirono notevolmente alla diffusione di tali sostanze al grande pubblico e probabilmente contribuirono a rendere più glamour il loro uso ricreativo, sebbene Huxley stesso trattasse l'argomento molto seriamente.
I primi contatti di Huxley con le droghe psichedeliche avvennero nel 1953 grazie ad un amico, lo psichiatra Humphry Osmond. Osmond si interessò agli allucinogeni e alla loro relazione con i disturbi mentali negli anni '40 e durante il decennio successivo, completò numerosi studi su diverse sostanze, incluse mescalina e LSD. Come accennato in precedenza, Osmond ottenne un notevole successo nel trattamento di soggetti alcolizzati con l'LSD.
Nel maggio del 1953 Osmond diede ad Huxley la prima dose di mescalina mentre si trovavano a casa di quest'ultimo. Nel 1954 Huxley registrò le sue esperienze nel suo libro Le porte della percezione,il cui titolo era una citazione del poeta britannico William Blake. Huxley provò l'LSD per la prima volta nel 1955, dopo averla ottenuta da "Captain" Alfred Hubbard.

### Alfred Hubbard
Si ritiene che Alfred Matthew Hubbard abbia avvicinato più di 6000 persone all'LSD, inclusi scienziati, politici, ufficiali di intelligence, diplomatici e uomini di chiesa. Divenne noto come "Captain Trips", portando sempre con sé una borsa in pelle contenente LSD farmacologicamente pura, mescalina e psilocibina. Divenne una sorta di "apostolo freelance" dell'LSD nei primi anni '50 dopo aver ricevuto una visione angelica in cui gli veniva rivelato che qualcosa di molto importante per il futuro dell'umanità sarebbe presto avvenuta. Quando lesse le notizie sull'LSD l'anno seguente, acquistò immediatamente il farmaco che provò su sé stesso nel 1951.
Sebbene privo di esperienze in campo medico, Hubbard collaborò sulle sessioni psichedeliche con LSD al fianco di Ross McLean al Vancouver's Hollywood Hospital, insieme agli psichiatri Abram Hoffer e Humphry Osmond; con Myron Stolaroff all'International Federation for Advanced Study a Menlo Park, California e con Willis Harman allo Stanford Research Institute. In numerose occasioni per i 20 anni successivi, Hubbard collaborò con i Servizi Speciali Canadesi, il Dipartimento di Giustizia e il Bureau di Alcol, Tabacco e Armi da Fuoco statunitensi. Si suppone che fu coinvolto anche nel progetto MK-ULTRA della CIA, per il controllo della mente. Come però le sue posizioni governative e i lavori con l'LSD fossero collegate rimane un mistero.

### Harold A. Abramson
Nel 1955, la rivista Time riportava:
"A Manhattan, lo psichiatra Harold A. Abramson, dei Laboratori Biologici Cold Spring Harbor, ha sviluppato la tecnica di servire la cena a un gruppo di soggetti, il cui pasto era completato con un bicchiere da liquore contenente 40 microgrammi di LSD."
Questo riferimento nel settimanale più popolare d'America è degno di nota in quanto Abramson non era uno psichiatra, né tanto meno uno psicologo, bensì un allergologo, componente chiave nel progetto della CIA MK-ULTRA per il controllo della mente.

### R. Gordon Wasson
Nel 1957, R. Gordon Wasson, il vice presidente della J.P. Morgan, pubblicò un articolo su Life esaltando le virtù dei funghi allucinogeni. Ciò spinse Albert Hofmann a isolare la psilocibina nel 1958 per la distribuzione da parte di Sandoz negli Stati Uniti, insieme all'LSD, aumentando l'interesse dei mass media per quest'ultima. Seguendo l'articolo di Wasson, Timothy Leary visitò il Messico per provare i funghi allucinogeni.

### Dr. Timothy Leary

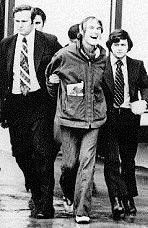
Gli agenti della DEA Howard Safir (sinistra) e Don Strange (destra) con Leary in stato di arresto (1972)

Il dottor Timothy Leary, docente di psicologia alla Harvard University, fu il più importante ricercatore a favore dell'LSD. Leary dichiarò che l'uso di LSD, nel corretto dosaggio e preferibilmente sotto la supervisione di professionisti, avrebbe potuto alterare il comportamento in modo rilevante e vantaggioso. Il dottor Leary iniziò a condurre degli esperimenti con la psilocibina nel 1960 su sé stesso e su alcuni laureati di Harvard, dopo aver provato alcuni funghi allucinogeni usati nei rituali religiosi dei Nativi Americani durante le sue visite in Messico. Il suo gruppo di ricerca iniziò gli esperimenti sui carcerati, annunciando una percentuale di successo della non reiterazione dei reati del 90%.
Una successiva rianalisi dei dati degli esperimenti di Leary mostrò come i risultati furono distorti, intenzionalmente o no: la percentuale dei detenuti che ritornarono in prigione dopo la scarcerazione era approssimativamente inferiore al 2% rispetto al normale. Leary fu in seguito interessato all'LSD, che incluse nel suo programma di ricerca e come catalizzatore dei processi mentali. Leary dichiarò che i suoi esperimenti non portavano a omicidi, suicidi, problemi mentali o bad trips: la maggior parte dei partecipanti a tali esperimenti riportarono profonde esperienze mistiche, che creavano un enorme effetto positivo sulle loro vite. Tuttavia, sebbene sia vero che nessuno degli esperimenti di Leary condusse ad omicidi, egli decise di ignorare consapevolmente alcune esperienze negative che si verificarono, come il tentato suicidio di una donna il giorno successivo l'assunzione di mescalina fornita dal professore.
A partire dal 1962, l'Università di Harvard iniziò a disapprovare gli esperimenti di Leary e inoltre, fu informato che la CIA stava tenendo sotto osservazione le sue ricerche. Molti altri docenti dell'università iniziarono a nutrire dei dubbi sugli studi di Leary e i genitori degli studenti si lamentarono riguardo alla distribuzione di farmaci allucinogeni ai loro figli. Inoltre numerosi studenti, non facenti parte dei programmi di ricerca di Leary, una volta venuti a conoscenza delle esperienze psichedeliche avute dai compagni, iniziarono ad assumere LSD a scopo ricreativo e senza controllo, considerando che all'epoca non era ancora stato dichiarata illegale. Leary descrisse l'LSD come un potente afrodisiaco in una intervista rilasciata alla rivista Playboy. A causa dell'intenso impegno profuso in queste ricerche, Leary non riusciva a soddisfare gli impegni e i doveri da professore, per questi motivi egli e un altro psicologo di Harvard, Richard Alpert, furono allontanati dall'università nel 1963.
Nel 1964, i due pubblicarono The Psychedelic Experience: A Manual Based on the Tibetan Book of the Dead, in cui veniva paragonata l'esperienza psichedelica con il processo di morte e rinascita descritto nel Bardo Thodol (il Libro dei Morti tibetano). Leary ed Alpert, in seguito ai loro licenziamenti, si trasferirono in un primo momento in Messico, ma furono espulsi dal governo messicano. Quindi si stabilirono in una grande villa privata di proprietà di William Hitchcock, che prese nome da quello della piccola cittadina nello stato di New York dove si trovava, Millbrook, dove continuarono i loro esperimenti. Tuttavia le loro ricerche persero ogni carattere scientifico trasformandosi in feste all'LSD. Leary in seguito scrisse "Ci consideravamo come antropologi del XXI secolo catapultati in una realtà temporale da qualche parte negli anni bui degli anni '60 del XX secolo. In questa colonia, provavamo a creare un nuovo paganesimo e dedicare le nostre vite all'arte."
Un giudice espresse disapprovazione per il libro del dottor Leary, condannandolo a 30 anni di carcere per la detenzione di mezza sigaretta di marijuana, in violazione al Marihuana Tax Act del 1937. Tuttavia, la sentenza fu ribaltata nel 1969 dalla Corte Suprema degli Stati Uniti nel caso Timothy Leary v. United States (395 U.S. 6) sulla base che la legge prevedeva la propria auto-incriminazione, in violazione con il Quinto Emendamento della Costituzione degli Stati Uniti. La pubblicità e l'interesse generale che si creò intorno al caso, contribuì ad aumentare la popolarità di Leary come guru culturale. Fu in questo periodo che il Presidente Richard Nixon descrisse Leary come "l'uomo più pericoloso in America." Numerose perquisizioni dell'FBI portarono alla fine degli "esperimenti" di Millbrook. Leary quindi concentrò i suoi sforzi contro l'onda della propaganda anti-LSD (portata avanti dal governo degli Stati Uniti) con lo slogan "Turn on, tune in, drop out", traducibile con "accenditi, sintonizzati, lasciati". Molti esperti criticano Leary per il suo attivismo che portò alla cancellazione pressoché totale della ricerca sulle molecole psichedeliche per oltre 35 anni.

### Owsley Stanley
Inizialmente, l'LSD era distribuita non a scopo di lucro, bensì perché i suoi produttori e spacciatori credevano fermamente che l'esperienza psichedelica che ne derivava dall'assunzione, potesse essere un beneficio per l'umanità, riuscendo ad aumentare le capacità della mente umana, potenziandone le capacità di comprensione e dell'amore. Un numero limitato di chimici, probabilmente meno di una dozzina, si ritiene siano stati i responsabili della produzione di tutta l'LSD presente negli Stati Uniti. Il più famoso è indubbiamente Augustus Owsley Stanley III, comunemente conosciuto come Owsley o Bear. All'epoca semplice studente di chimica, mise in piedi un laboratorio LSD privato nella metà degli anni '60 a San Francisco e forniva l'LSD che veniva consumata durante i famosi Acid Test parties organizzati da Ken Kesey e i suoi Merry Pranksters, così come il Human Be-In a San Francisco nel gennaio del 1967 e il Monterey International Pop Festival nel giugno del 1967. Owsley aveva stretti rapporti con i Grateful Dead, i Jefferson Airplane, e i Big Brother and The Holding Company, di cui era fornitore regolare di LSD, oltre a lavorare come loro tecnico del suono, registrando numerosi nastri dei loro concerti. Le attività legate all'LSD di Owsley — immortalate dalla canzone di Steely Dan "Kid Charlemagne" — terminò definitivamente con il suo arresto nel 1967, ma altri chimici rimasero operativi per i trent'anni successivi. Nell'annunciare il primo fermo di Owsley nel 1966, il San Francisco Chronicle titolò "Miliardario dell'LSD arrestato" ispirando la canzone di Grateful Dead "Alice D. Millionaire."
Owsley era affiancato da altri produttori di LSD come Tim Scully e Nicholas Sand.

### Ken Kesey
Ken Kesey nacque nel 1935 a La Junta, in Colorado, i genitori Frederick A. Kesey e Ginevra Smith erano entrambi allevatori. Nel 1946, la famiglia si trasferì a Springfield, in Oregon. Si diplomò alla Springfield High School nel 1953, ottenendo anche il titolo di campione di lotta libera.
Kesey frequentò la scuola di giornalismo dell'Università dell'Oregon, dove ottenne la laurea in Comunicazione nel 1957, oltre ad essere confratello della Beta Theta Pi. Fu premiato dalla Woodrow Wilson National Fellowship nel 1958 e si iscrisse al programma di scrittura creativa alla Stanford University l'anno seguente. Durante gli studi a Stanford, seguì i corsi di Wallace Stegner e iniziò la stesura di quello che sarebbe diventato Qualcuno volò sul nido del cuculo.
A Stanford, nel 1959, Kesey prese parte come volontario al progetto MKULTRA finanziato dalla CIA presso l'ospedale militare per veterani di Menlo Park. Il progetto prevedeva lo studio degli effetti di allucinogeni sugli esseri umani, in particolare LSD, psilocibina, mescalina, cocaina, AMT e DMT. Kesey scrisse dei resoconti molto dettagliati riguardo a queste esperienze con tali sostanze, sia durante il Progetto MKULTRA che durante le esperienze private che seguirono negli anni successivi. Il ruolo di Kesey come "cavia da laboratorio", lo ispirò nella scrittura di Qualcuno volò sul nido del cuculo del 1962. Il successo del libro, insieme alla vendita della sua residenza a Stanford, gli permise di trasferirsi a La Honda, in California, sulle montagne ad ovest dell'Università di Stanford. Non di rado, organizzava feste con gli amici chiamate "Acid Tests" con musica dal vivo (tra cui la sua band preferita, The Warlocks, in seguito conosciuta come Grateful Dead), lampade di Wood, vernice fluo, luci stroboscopiche e altri "effetti psichedelici" oltre, ovviamente, all'LSD. Queste feste furono descritte in alcune poesie d i Allen Ginsberg, e furono presenti nei libri The Electric Kool-Aid Acid Test di Tom Wolfe, Hell's Angels: The Strange and Terrible Saga of the Outlaw Motorcycle Gangs di Hunter S. Thompson e Freewheelin Frank, Secretary of the Hell's Angels di Frank Reynolds. Alcune fonti riportano come Ken Kesey assunse LSD con Ringo Starr nel 1965 e che ciò ebbe una certa influenza per le performance dei Beatles nel Regno Unito.
Nell'estate del 1964, i Merry Pranksters decorarono un autobus che chiamarono Furthur e partirono per un tour per propagandare l'uso dell'LSD.

### Sidney Cohen
Nel 1964, lo psichiatra di Los Angeles Sidney Cohen pubblicò The Beyond Within: the LSD Story. Cohen condusse delle ricerche sugli effetti della molecola all'Ospedale per Veterani di Los Angeles. Uno degli esperimenti fu registrato su video, in cui il dottor Cohen intervistava un soggetto sotto effetto di LSD.
In una intervista al dottor Cohen, il Time riportava
Gli effetti [dell'LSD] sulla mente... sono così fantastici che i soggetti sostengono come le parole non siano il mezzo ideale per descriverli.
E ancora
Dr. Cohen ed altri ricercatori affermati sono stati disturbati che ciò che è definibile come "microcultura beatnik" e i suoi abusi di LSD e altri allucinogeni. Il pericolo, sostiene, è che la reazione pubblica contro le buffonate stravaganti potrebbe ritardare la ricerca seria per molti anni.

### William Leonard Pickard
William Leonard Pickard ottenne una borsa di studi all'Università di Princeton. Nel 1971, ottenne un impiego come ricercatore presso l'Università della California - Berkeley nel dipartimento di Batteriologia e Immunologia fino al 1974.
Nel dicembre del 1988, un cittadino di Mountain View, California, segnalò la presenza di un forte odore chimico provenire da un negozio nei pressi del parco industriale. Quando gli agenti federali fecero irruzione, trovarono al suo interno 200˙000 dosi di LSD e William Pickard; fu condannato per produzione di LSD a cinque anni di prigione.
Nel 1994, Pickard si iscrisse alla John F. Kennedy School of Government presso l'Università di Harvard. I suoi studi si focalizzarono sull'abuso di droghe nei paesi dell'ex Unione Sovietica, dove teorizzò che l'esplosione del mercato nero e la presenza di molti chimici senza lavoro e senza scrupoli potesse portare a un aumento del mercato della droga.
Nel 2000, Pickard venne arrestato per la produzione di LSD. Nel 2020 la scarcerazione dalla prigione di Tucson, in Arizona, dove era detenuto, è legata all’aver ricevuto il condono (Compassionate Release, basata su una petizione relativa anche alla diffusione del Covid-19 in carcere) per i due ergastoli a cui era stato condannato.

## Ricerche governative segrete
La CIA iniziò ad interessarsi all'LSD in seguito ai rapporti di ex-prigionieri americani i quali, durante la Guerra di Corea, subirono il lavaggio del cervello tramite l'impiego di una sostanza stupefacente o "siero della verità". L'LSD fu la molecola al centro del progetto top secret MKULTRA, una ricerca ambiziosa condotta dagli anni '50 fino agli anni '70 del XX secolo, volto ad esplorare le possibilità di un controllo mentale attraverso sostanze chimiche. Fu somministrato LSD a centinaia di partecipanti, inclusi agenti della CIA, impiegati del governo, personale militare, prostitute, persone comuni e malati mentali, molti dei quali a loro completa insaputa o senza il loro permesso e gli esperimenti spesso comportavano pesanti torture psicologiche. Per evitare reazioni all'esterno, i medici conducevano gli esperimenti in cliniche e laboratori militari, dove i soggetti erano monitorati tramite EEG e venivano registrati o filmati. Alcuni studi approfondirono quali droghe, condizioni di stress o di ambiente specifici potessero essere usati per corrompere i prigionieri inducendoli a confessare o a rivelare piani del nemico.
La CIA creò inoltre The Society for the Investigation of Human Ecology, un'organizzazione che raccoglieva fondi per provvedere ai bisogni economici degli sociologi e ricercatori medici coinvolti nel Progetto MKULTRA. I ricercatori conclusero che gli effetti dell'LSD erano troppo diversi tra loro e non controllabili per un suo qualsiasi impiego pratico come siero della verità, di conseguenza gli studi proseguirono tramite l'uso di altre sostanze.
Occorsero decenni prima che il governo statunitense ammettesse l'esistenza del progetto e porgesse le scuse ai famigliari delle persone usate negli esperimenti. Durante quel periodo, l'uso dell'LSD come arma psicochimica era sotto esame: nel tentativo di replicare gli effetti dei gas nervini ideati dai tedeschi nella Seconda Guerra Mondiale, senza però gli effetti tossici correlati, gli studi sull'LSD erano considerati accettabili; con la pretesa che con il suo uso si poteva indurre nel nemico isteria e psicosi, o la sua incapacità di combattere, senza che uno scontro a fuoco comportasse la sua distruzione totale o delle sue risorse. Migliaia di test sulla volontà vennero condotti al Edgewood Arsenal nel Maryland, con la conclusione che l'LSD aveva effetti troppo imprevedibili e incontrollabili per ogni suo impiego tattico.

## Uso ricreativo

### Dal 1960 al 1980

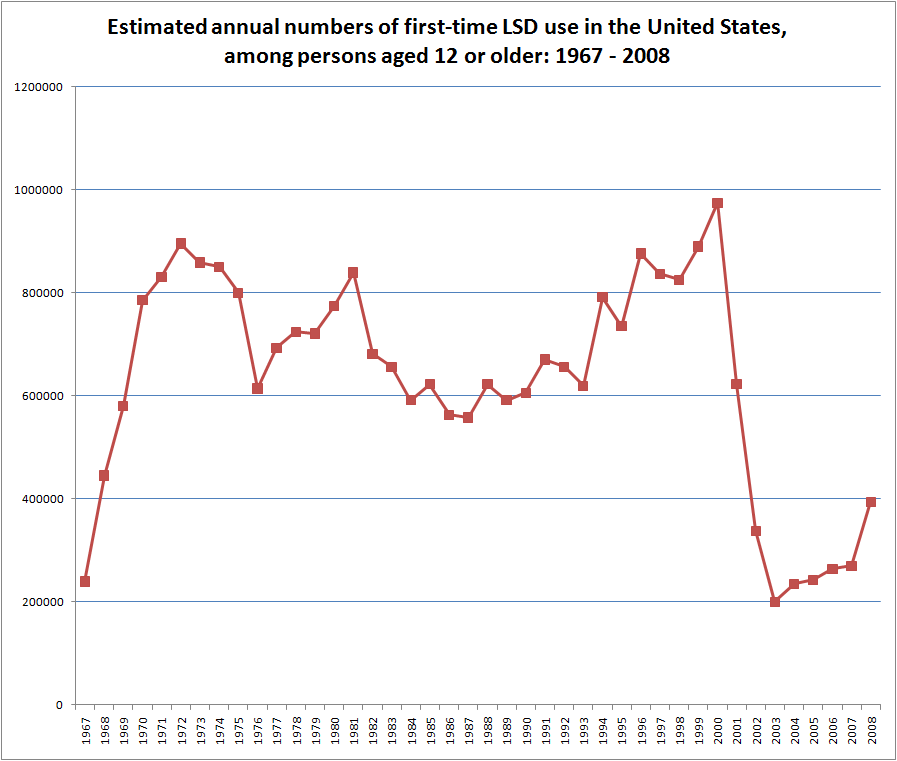
Stime sui primi utilizzi di LSD negli Stati Uniti in persone con età maggiore di 12 anni: 1967-2008.

L'LSD iniziò ad essere usato in maniera ricreativa inizialmente in certi ambienti, soprattutto medici; molti accademici e professionisti sanitari che maneggiavano LSD per scopi di ricerca, iniziarono ad usarlo loro stessi e a condividerlo con amici e colleghi. Uno tra i primi a praticare questa condivisione fu lo psichiatra britannico Humphry Osmond.

#### La diffusione della cultura psichedelica
Lo storico dell'LSD Jay Stevens, autore del libro del 1987 Storming Heaven: LSD and the American Dream, indicò come nei primi anni del suo uso ricreativo, gli utilizzatori di LSD (principalmente accademici e operatori sanitari) si potevano facilmente dividere in due gruppi: il primo, essenzialmente di natura conservatrice come ad esempio Aldous Huxley, era convinto che l'LSD fosse troppo potente e troppo pericolosa per permetterne un uso alla popolazione in generale e che quindi dovesse rimanere a disposizione solamente a una élite della società (comprendente artisti, scrittori, scienziati) che avrebbero, nel tempo, mediato la sua diffusione al resto della popolazione; il secondo gruppo invece, decisamente di idee più radicali, rappresentato da Richard Alpert e Timothy Leary, credeva che l'LSD avesse il potere di rivoluzionare l'intera società e che dovesse essere distribuito il più possibile e che tutti potessero averne accesso.
Durante gli anni '60, il secondo gruppo si evolse ed espanse in una subcultura (rivendicata o riverberata anche tramite la blotter art) che esaltava il simbolismo mistico e religioso  spesso generato dai potenti effetti della droga e sostenne il suo uso come metodo per un aumento della coscienza, intesa come consapevolezza di sé e del mondo esterno. Alcune tra le personalità rientranti in questa subcultura comprendevano guru spirituali come il dottor Timothy Leary e musicisti del rock psichedelico come i Grateful Dead, Jimi Hendrix, i Pink Floyd, i Jefferson Airplane e i Beatles che, data la loro popolarità, generarono un grande interesse intorno all'LSD.
La divulgazione dell'LSD al di fuori del mondo medico è stata accelerata quando individui come l'autore Ken Kesey parteciparono alle sperimentazioni sul farmaco e apprezzarono ciò che avevano provato. Tom Wolfe scrisse un ampio resoconto sui primi giorni dell'entrata dell'LSD nel mondo non accademico nel suo libro The Electric Kool Aid Acid Test, in cui documentava il viaggio di Kesey e i Merry Pranksters attraverso gli Stati Uniti sul bus psichedelico Furthur e le loro famose feste chiamate Acid Test.
Nel 1965, i laboratori della Sandoz fermarono le spedizioni legali verso gli Stati Uniti di LSD per scopi di ricerca e di uso in campo psichiatrico, in seguito alla richiesta del governo statunitense, preoccupato circa la sua diffusione. Nell'aprile del 1966, l'uso di LSD divenne così ampio che la rivista Time avvertì i lettori circa i suoi pericoli.
Nel dicembre del 1966, il film d'exploitation Hallucination Generation uscì nelle sale. Seguirono Il serpente di fuoco del 1967 e Psych-Out del 1968.

#### LSD e musica
Il 27 marzo 1965, due membri dei Beatles, John Lennon e George Harrison (e le rispettive mogli), assunsero LSD senza esserne a conoscenza dal loro dentista, il dottor John Riley. John Lennon raccontò l'incidente nella sua famosa intervista del 1970 per la rivista Rolling Stone, ma il nome del dentista fu rivelato solo nel 2006. Il 24 agosto 1965 Lennon, Harrison e Ringo Starr intrapresero un secondo viaggio da LSD. L'attore americano Peter Fonda ripeté più volte "So cosa vuol dire essere morti" a John Lennon durante un viaggio da LSD. John Lennon scrisse la canzone Lucy in the Sky with Diamonds che molti collegano all'LSD, sebbene egli abbia sempre negato. Le canzoni She Said She Said e Tomorrow Never Knows contenute nell'album dei Beatles Revolver del 1966 sono dei riferimenti espliciti ai viaggi dovuti all'LSD e alcune strofe di Tomorrow Never Knows furono prese dal libro di Timothy Leary The Psychedelic Experience. Nello stesso periodo, gruppi celebri come i Pink Floyd, i Jefferson Airplane e i The Grateful Dead contribuirono a dar vita a un genere definito musica psichedelica o Acid rock. Nel 1965, il gruppo musicale inglese The Pretty Things lanciò un album dal titolo Get the Picture? che includeva una traccia chiamata L.S.D.
L'LSD divenne un titolo da prima pagina sui maggiori quotidiani nel 1967 e i Beatles ammisero di essere stati sotto la sua influenza. Agli inizi di quell'anno, il tabloid inglese News of the World lanciò un sensazionale reportage di tre settimane sulle feste alla droga, ospitate dal gruppo rock The Moody Blues a cui partecipavano nomi celebri come Donovan, The Who, Pete Townshend e il batterista dei Cream, Ginger Baker. In seguito, anche grazie a questi reportage, molte star musicali tra cui Donovan, i membri dei Rolling Stones Mick Jagger e Keith Richards furono arrestati per possesso di droga, sebbene nessun fermo fu dovuto all'LSD.
In alcuni documenti, ora desecretati, dell'FBI venivano indicati i The Grateful Dead come responsabili dell'introduzione dell'LSD negli Stati Uniti. I The Grateful Dead erano una house band agli Acid Tests di Ken Kesey e i suoi Merry Pranksters. Queste feste avvicinarono per la prima volta molte persone della West Coast all'LSD, come documentato nel The Electric Kool-Aid Acid Test di Tom Wolfe e il Searching for the Sound di Phil Lesh. Lo storico Jesse Jarnow descrisse come i concerti dei The Grateful Dead servirono come momento di distribuzione di LSD negli Stati Uniti nella seconda metà del XX secolo.
Nel 1992, Mike Dirnt dei Green Day scrisse la parte da bassista del famoso singolo Longview mentre era sotto effetto da LSD: in un'intervista, il cantante e chitarrista dei Green Day Billie Joe Armstrong ricordò come, dopo essere entrato nella loro casa, trovò Mike seduto sul pavimento con le pupille dilatate mentre imbracciava il basso; Mike lo guardò dal basso verso l'alto esclamando "senti questa!".

#### LSD in Australia
L'uso di LSD in Australia era prevalentemente limitato a quello ricreativo nei primi anni '60, ed è accertato che fosse limitato a coloro che avevano collegamenti con la comunità medica. Un'overdose di LSD si ritiene che fosse la causa del decesso, il 2 gennaio 1962 della morte del dottor Gilbert Bogle e la sua amante, la dottoressa Margaret Chandler, entrambi scienziati presso il CSIRO, sebbene non ci siano prove a confermare tale teoria, sono state proposte altre cause per la loro morte. Grandi quantità di LSD hanno cominciato ad apparire in Australia nel 1968 e ben presto hanno iniziato a circolare sulla scena musicale e a colpire gli strati giovani della popolazione, specialmente nelle grandi città. La maggior parte di LSD pare fosse importata dai soldati americani impegnati nella Guerra del Vietnam, i quali passavano periodi di licenza sul continente australiano, ma è anche da considerare le connessioni del crimine organizzato tra Australia e Stati Uniti dei tardi anni '60, che può aver facilitato la sua importazione. L'uso ricreativo nei giovani australiani era in linea con quello di altri paesi agli inizi degli anni '70 e continuò per tutto il decennio. Non si ritiene che l'LSD sia stato fabbricato localmente in quantità significative e che la maggior parte, se non tutta, provenissero dall'estero.

#### Produzione di LSD
Durante gli anni '60 e gli inizi degli anni '70, il mondo della droga adottò l'LSD come la sostanza psichedelica di prima scelta, in particolare nella comunità hippie. Tuttavia la popolarità della molecola crollò a metà degli anni '70: una martellante pubblicità negativa incentrata sui suoi effetti collaterali, la sua criminalizzazione e gli sforzi delle forze dell'ordine e delle nuove normative ne decretarono il declino, persino più efficacemente dell'informazione medico-scientifica. L'ultimo paese in cui la produzione era rimasta legale era la Cecoslovacchia (fino al 1975), grandi quantità di LSD pura erano quindi importate illegalmente in California dal paese del Blocco Comunista, un fatto riscontrabile nel libro di Leary The Politics of Ecstasy.
Nel Regno Unito, il primo laboratorio "domestico" fu quello del farmacista Victor James Kapur. Fino ad allora, tutto l'LSD era stato importati dagli Stati Uniti o erano prodotti residui dei Laboratori Sandoz prima del blocco della produzione. Nel 1967, Kapur fu sorpreso a spacciare 19 grammi di cristalli di LSD e successivamente la polizia fece irruzione in entrambi i suoi laboratori: uno nel retrobottega della sua farmacia e un altro, più grande, in un garage che aveva affittato da un amico di suo cognato.
Un secondo gruppo di produttori di LSD fu arrestato nel 1969: furono fatte due irruzioni simultanee in un laboratorio nel Kent e in un appartamento a Londra e vennero sequestrati l'equipaggiamento chimico e grandi quantità di LSD appena sintetizzata e vennero arrestati i due responsabili, Quentin Theobald e Peter Simmons.
La disponibilità di LSD si è ridotta drasticamente alla fine degli anni '70 a causa dei controlli delle autorità e dell'entrata in vigore di nuove leggi. Il rifornimento dei reagenti chimici necessari per la sintesi dell'LSD come l'acido lisergico (usato principalmente negli anni '60) e l'ergotamina, (usato negli anni '70), furono messi sotto stretta sorveglianza e i finanziamenti governativi per la ricerca sull'LSD vennero cancellati completamente. Il tutto fu rafforzato da vaste operazioni di polizia in Gran Bretagna e in Europa. Una delle più famose fu la Operation Julie in Inghilterra nel 1978, dal nome del primo ufficiale donna della squadra coinvolta: mise fine ad una rete tra le maggiori, sia dal punto di vista produttivo che distributivo, di LSD a livello mondiale dell'epoca, capeggiata dal chimico Richard Kemp. Il gruppo colpito dall'operazione si ritiene fosse collegato con la misteriosa The Brotherhood of Eternal Love e con Ronald Stark.

### L'LSD oggi
L'LSD ritornò negli anni '80, insieme alla comparsa dell'MDMA, inizialmente nella cultura punk e gothic nelle discoteche, poi negli anni '90 attraverso il genere acid house e nel mondo rave. L'uso e la disponibilità dell'LSD diminuirono bruscamente in seguito all'irruzione in un laboratorio che produceva LSD su larga scala nel 2000; il laboratorio era gestito da William Leonard Pickard (che ora sta scontando due ergastoli in carcere) e Clyde Apperson (condannato invece a 30 anni di prigione). Gordon Todd Skinner, che possedeva la proprietà su cui operava il laboratorio, andò alla DEA cercando di lavorare come informatore; lui e la sua fidanzata di allora, Krystle Cole, sebbene siano stati coinvolti nel caso, non ricevettero capi d'imputazione. Il laboratorio riusciva a produrre un chilogrammo di LSD ogni cinque settimane; secondo il governo degli Stati Uniti, l'offerta di LSD è crollata del 90% dopo la sua chiusura. Tuttavia negli anni seguenti, la disponibilità dell'LSD e il suo uso è di nuovo gradualmente aumentata. Dalla fine degli anni '80, c'è stata anche una ripresa della ricerca sugli allucinogeni in senso più ampio, che, negli ultimi anni, ha incluso studi preclinici e clinici riguardanti l'LSD e altri composti come la psilocibina. In particolare, uno studio pubblicato nel 2012 ha evidenziato la straordinaria capacità dell'LSD nel trattamento dell'alcolismo.
Nel novembre del 2015, la rivista Rolling Stone riportò il fenomeno relativo all'aumento del numero di professionisti di vari settori, in particolare dell'area di San Francisco, che assumevano LSD micro-dosata (circa 10 microgrammi per dose) con lo scopo di "risolvere più efficacemente problemi lavorativi ed essere più efficienti".